# Gakkō no Kaidan (anime)
Histórias de Fantasmas (学校の怪談, Gakkō no Kaidan, lit. "Histórias de Fantasmas da Escola") é um anime de 2000 produzido pelo estúdio Pierrot e dirigido por Noriyuki Abe, baseado na série de livros de Tōru Tsunemitsu. Foi ao ar no Japão pela Fuji Television entre 22 de outubro de 2000 e 25 de março de 2001. No Brasil foi transmitido pelo Cartoon Network entre 3 de outubro de 2005 e 16 de janeiro de 2006.

## História
Satsuki Miyanoshita se muda com seu pai e seu irmão para a cidade natal da sua falecida mãe. No seu primeiro dia na escola, Satsuki vai até a escola abandonada que foi construída perto da sua escola atual e descobre que aquele edifício é assombrado. Assim, logo descobre que sua mãe foi responsável por selar vários fantasmas que assombravam não só a escola, mas também toda a cidade, mas que eles foram libertados devido a urbanização que ocorreu naquele lugar. Então, temendo que isso acontecesse, a mãe de Satsuki deixou um livro detalhado de como exorcizar os fantasmas de uma vez por todas. Em seu primeiro confronto, Satsuki enfrenta um demônio chamado Amanojaku, que acaba sendo selado no seu gato de estimação, Kaya. Embora Amanojaku não queira ajudar Satsuki de imediato, o perigo começa a evolver a cidade e está nas mãos de Satsuki, de seus amigos e Amanojaku parar os fantasmas.

## Personagens
Satsuki Miyanoshita (宮ノ下 さつき, Miyanoshita Satsuki)
Dubladora: Tomoko Kawakami (Japão), Ana Lúcia Menezes (Brasil)
Satsuki é a personagem principal do anime. Ela se muda com seu pai e seu irmão novo, Keiichirou, para a cidade natal de sua falecida mãe.[ep. 1] Lá, ela descobre que sua mãe selou vários fantasmas que assombravam a cidade, entre eles Amanojaku, e que escreveu as suas experiências sobrenaturais em um livro chamado "Diário Fantasma". Satsuki é muito valente, corajosa e determinada, mas fica chateada facilmente, principalmente devido ao comportamento imprudente de Hajime.
Momoko Koigakubo (恋ヶ窪 桃子, Koigakubo Momoko)
Dubladora: Kumi Sakuma (Japão), Fernanda Fernandes (Brasil)
Momoko é uma estudante da sexta série e é a melhor amiga de Satsuki. Ela parece não ter medo de nada, mesmo em situações de grande perigo, e é muito corajosa quando se trata em ajudar os seus amigos a enfrentarem os fantasmas. Ela tem um conexão psíquica com a mãe de Satsuki.[ep. 4]
Hajime Aoyama (青山 ハジメ, Aoyama Hajime)
Dublador: Takako Honda (Japão), Gustavo Nader (Brasil)
Hajime é o vizinho de Satsuki. Ele é sempre valente e corajoso para enfrentar os fantasmas e é um dos amigos mais confiáveis de Satsuki, salvando-a em mais de uma ocasião.
Reo Kakinoki (柿木 レオ, Kakinoki Reo)
Dublador: Makoto Tsumura (Japão), Luis Sérgio Vieira (Brasil)
Reo é o melhor amigo de Hajime e é viciado em temas paranormais, auto proclamando-se um investigador paranormal respeitado.
Keiichirou Miyanoshita (宮ノ下 敬一郎, Miyanoshita Keiichirō)
Dublador: Kurumi Mamiya (Japão), Fernanda Crispim (Brasil)
Keiichirou é irmão mais novo de Satsuki. Ele se assusta facilmente e é visto chorando muitas vezes,[ep. 5] porém ele demonstra coragem ao enfrentar os fantasmas e isso se torna uma arma importante para derrotá-los.
Amanojaku (天の邪鬼)
Dublador: Ryusei Nakao (Japão), Luiz Carlos Persy (Brasil)
Amanojaku é um poderoso fantasma que foi selado há muito tempo pela mãe de Satsuki em uma árvore nas montanhas, mas foi libertado de sua prisão mágica devido a urbanização daquele lugar. Porém, ele não fica livre por muito tempo, pois Satsuki acaba o selando acidentalmente no corpo de seu gato de estimação, Kaya.[ep. 1] Inicialmente, Amanojaku sente prazer em ver as crianças em apuros, mas ao decorrer da série, ele desenvolve um sentimento de proteção por elas, especialmente por Satsuki e Keiichirou.
Sakata (坂田)
Dublador: Yutaka Aoyama
Sakata é o professor da classe de Satsuki, Hajime e Reo. Apesar dele não acreditar em fantasmas, ele é vítima de muitos incidentes sobrenaturais.
Reiichirou Miyanoshita (宮ノ下 礼一郎, Miyanoshita Reiichirō)
Dublador: Takehiro Murozono (Japão), Eduardo Borgueth (Brasil)
Reiichirou é o pai de Satsuki e Keiichirou. Ele não sabe do "Diário Fantasma" e também não acredita em fantasmas.
Kayako Miyanoshita (宮ノ下 佳耶子, Miyanoshita Kayako)
Dubladora: Kotono Mitsuishi (Japão), Andréa Murucci (Brasil)
Kayako é mãe falecida de Satsuki e Keiichirou. Através do seu diário, é revelado que ela era uma exorcista e que estudou na escola abandonada.[ep. 1,13] Ela se apodera de Momoko varias vezes para ajudar Satsuki a enfrentar os fantasmas.[ep. 4] Faleceu há três anos devido uma doença grave.[ep. 12]

## Mídia

### Anime
Gakkō no Kaidan foi ao ar no Japão entre 22 de outubro de 2000 e 25 de março de 2001 pela Fuji Television. Os episódios foram lançados mais tarde em sete compilações em VHS e DVD pela SME Visual Works; uma caixa coletânea de DVD foi lançada em 2004. A trilha sonora da série também foi lançada pela SME Visual Works em 2001. Um episódio intitulado "Sou Bonita? Kuchisake-onna" (あたし きれい？　 口裂け女, Atashi, kirei? Kuchisake-onna) – sobre o fantasma de uma mulher que foi brutalmente morta por seu marido – foi cancelado depois de reclamações de pais com crianças com distúrbios de fissura labiopalatal.
O anime é uma adaptação do filme de ficção do mesmo nome, o qual foi baseado na série de livros escrita por Tōru Tsunemitsu. Tsunemitsu começou a elaboração da série em 1985, inspirado pelas histórias que circulavam pela cidade. Naquela época, ele trabalhava como professor do ensino médio e ouvia atentamente as histórias de fantasmas que seus alunos contavam. Assim, ele compilou as histórias em livros e apresentou a coleção a editora  Kodansha, que modificou a linguaguem para que as crianças pudessem entender. Kodansha publicou nove volumes da série entre 1990 e 1997, que se tornou rapidamente um best-seller.
A série de televisão foi produzida em 2000 pelo estúdio Pierrot e dirigida por Noriyuki Abe. Foi planejada por Osamu Takashi Shimizu, Shirakawa Riyuuzou e Yuji Nunokawa. Os produtores foram Nakamura Yuriko, Katsumata Hideo e Hagino Takashi. Oonishi Masaya foi responsável pelo design dos personagens e Takata Shigeru foi o diretor artístico. O som foi dirigido pela Abe; os efeitos sonoros foram feitos por Mutō Masako, produzidos por Zack Promotions e gravados no Seion Studio. A música de fundo foi composta por Kaoru Wada.

#### Lista de Episódios
| #  | Título | Exibição original       |
| -- | --- | ----------------------- |
| 01 | "Hoje à Noite os Espíritos Serão Ressuscitados! Amanojaku" (O Espírito Do Mal) Kon'ya Rei tachi ga Yomigaeru! Amanojaku" (今夜霊達が甦る! 天の邪鬼)                         | 22 de outubro de 2000   |
|    | |                         |
| 02 | "Uma Mão Que Se Estende Para Fora do Vaso Sanitário... Akagami Aogami" (Papel Vermelho ou Papel Azul) "Toire kara Tekubi ga... Akagami Aogami" (トイレから手首が… 赤紙青紙) | 29 de outubro de 2000   |
|    | |                         |
| 03 | "Levante as Cortinas! O Festival de Artes Amaldiçoado da Escola! Kutabe" (A Escada Assombrada) "Kaien! Noroi no Gakugeikai Kutabe!" (開演! 呪いの学芸会くたべ!)             | 12 de novembro de 2000  |
|    | |                         |
| 04 | "Réquiem da Morte – Elise" (O Fantasma do Piano) "Shisha kara no Chinkonka Erīze" (死者からの鎮魂歌 エリーゼ)                                                               | 19 de novembro de 2000  |
|    | |                         |
| 05 | "O Festival Sangrento de Esportes – Datto!!" (O Fantasma do Velocista) "Chinurareta Taiikusai Datto!!" (血塗られた体育祭 だっと!!)                                          | 26 de novembro de 2000  |
|    | |                         |
| 06 | "A Mão do Demônio Que Divide a Porta – Noite de Tragédia" (O Fantasma das Crianças) "Tobira o Saku Akuma no Te Sangeki no Yoru" (扉を裂く悪魔の手 惨劇の夜)                 | 3 de dezembro de 2000   |
|    | |                         |
| 07 | "O Espelho da Alma Roubada!! Utsushimi" (Os Fantasmas no Espelho) "Kagami ni Nusumareta Tamashii!! Utsushimi" (鏡に盗まれた魂!! うつしみ)                                   | 10 de dezembro de 2000  |
|    | |                         |
| 08 | "O Circuito Que Conecta ao Inferno – O Demônio do Inferno" (O Site dos Mortos) "Jigoku e to Tsuzuku Kairo Yomi no Oni" (地獄へと続く回路 黄泉の鬼)                          | 17 de dezembro de 2000  |
|    | |                         |
| 09 | "O Cadáver Que Rodeia Pela Noite – Shirotabi" (O Coelho Fantasmagórico) "Yoru o Samayō Shitai Shirotabi" (夜をさまよう死体 シロタビ)                                        | 24 de dezembro de 2000  |
|    | |                         |
| 10 | "O Túnel Sem Saída – Anamaneki" (O Túnel Fantasma) "Deguchi Naki Tonneru Ana Maneki" (出口なきトンネル 穴まねき)                                                            | 14 de janeiro de 2001   |
|    | |                         |
| 11 | "A Boneca Falante Mary!! A Sombra do Terror" (A Boneca Enfeitiçada) "Hanasu Merī Ningyō!! Kyōfu no Kage" (話すメリー人形!! 恐怖の影)                                        | 21 de janeiro de 2001   |
|    | |                         |
| 12 | "A Enfermeira Que Avisa a Sua Morte – Os Sentimentos de Uma Mãe" (O Fantasma da Enfermeira) "Shi o Tsugeru Kangofu Haha no Omoi" (死を告げる看護婦 母の想い)                | 28 de janeiro de 2001   |
|    | |                         |
| 13 | "A Figura Que Absorve a Gente – Da Vinci" (A Maldição do Retrato) "Hito o Nomikomu Kaiga Dabinchi" (人を飲み込む絵画 ダビンチ)                                              | 4 de fevereiro de 2001  |
|    | |                         |
| 14 | "Foto Psíquica de Matar – O Cruzamento de Trem da Maldade" (O Fantasma das Estradas) "Inochi o Ubau Shinrei Shashin Ma no Fumikiri" (命を奪う心霊写真 魔の踏切)             | 11 de fevereiro de 2001 |
|    | |                         |
| 15 | "O Feitiço do Diabo – Ritual da Escuridão" (Ritual Diabólico) "Akuma no Omajinai Yami no Gishiki" (悪魔のおまじない 闇の儀式)                                               | 18 de fevereiro de 2001 |
|    | |                         |
| 16 | "O Apartamento Que Come as Pessoas! A Casa dos Espíritos Malignos" (A Casa do Mal) "Hito o Kurau Danchi! Akuryō no Su" (人を喰らう団地!! 悪霊の巣)                          | 25 de fevereiro de 2001 |
|    | |                         |
| 17 | "Terror no Lago de Sangue!! Aparição na Neve" (O Fantasma da Neve) "Chizome Mizuumi no Kyōfu!! Yuki no Bōrei" (血染め湖の恐怖!! 雪の亡霊)                                   | 4 de março de 2001      |
|    | |                         |
| 18 | "Akane-san da Sala de Transmissão!! A Voz da Morte" (A Voz da Morte) "Hōsōshitsu no Akane san!! Shisha no Koe" (放送室の茜さん!! 死者の声)                                  | 11 de março de 2001     |
|    | |                         |
| 19 | "O Motorista Sem Cabeça!! Maldição da Morte" (O Motoqueiro Sem Cabeça) "Kubi Nashi Raidā!! Shi no Noroi" (首なしライダー!! 死の呪い)                                        | 24 de março de 2001     |
|    | |                         |
| 20 | "Adeus, Amanojaku – O Descendente de Ohma" (O Espírito Vingador) "Saraba Amanojaku Ōma Kōrin" (さらば天の邪鬼 逢魔降臨)                                                     | 25 de março de 2001     |
|    | |                         |